# Enciclopedia Álvarez
L'Enciclopedia Álvarez fu un'enciclopedia in lingua spagnola creata da Antonio Álvarez Pérez e usata dagli scolari in Spagna durante il regime franchista (1954-1966).